# Phegopteris stenoptera
Phegopteris stenoptera là một loài dương xỉ trong họ Thelypteridaceae. Loài này được Christ mô tả khoa học đầu tiên năm 1898.
Danh pháp khoa học của loài này chưa được làm sáng tỏ. 